# Asterix og De Olympiske Lege
Asterix og De Olympiske Lege er en fransk/tysk film fra 2008 og den blev instrueret af Frédéric Forestier og Thomas Langmann.

## Medvirkende
- Clovis Cornillac som Astérix
- Gérard Depardieu som Obélix
- Alain Delon som Jules Cesar (Julius Caesar)
- Benoît Poelvoorde som Brutus
- Stéphane Rousseau som Alafolix
- Alexandre Astier som Mordicus
- Jean-Pierre Cassel som Panoramix
- Elric Thomas som Abraracourcix
- Dorothée Jemma som Bonemine
- Vanessa Hessler som Prinsesse Irina